# Nixondoktrinen
Nixondoktrinen proklamerades under en presskonferens i Guam 25 juli 1969 av Richard Nixon. Enligt doktrinen förväntade sig USA i framtiden att deras allierade i huvudsak själva skulle svara för sitt militära försvar – särskilt i ekonomiskt avseende. Doktrinen låg i linje med den vietnamisering av Vietnamkriget som hade inletts under Lyndon B. Johnson i mars 1968. Den var tänkt att leda till att Sydvietnam gradvis skulle ta över ansvaret för Vietnamkriget, i takt med att de gjorde så skulle USA kunna ta hem sina trupper. Enligt doktrinen skulle kampen för freden föras i partnerskap med allierade. 
I Nixons ord (tal till nationen om Vietnam, den 3 november 1969) uttrycktes detta så här:
- För det första kommer USA att stå fast vid alla skyldigheter enligt de avtal som ingåtts.
- För det andra kommer vi att tillhandahålla en försvarssköld, om en kärnvapenmakt hotar friheten för en allierad nation, eller mot en nation vars överlevnad vi anser avgörande för vår egen säkerhet.
- För det tredje, vi kommer i andra situationer att svara för militärt och ekonomiskt bistånd om så krävs i enlighet vad som avtalats med våra allierade. Men vid ett hot mot nationen måste våra allierade själva tillhandahålla huvuddelen av de krafter som krävs för deras eget försvar från sina egna reserver.

Nixons rådgivare fruktade att en gradvis avveckling av alla amerikanska trupper skulle resultera i en snabb FNL-seger. Detta skulle uppfattas som ett förödmjukande nederlag för USA och skulle endast kunna undvikas om fredssamtal hölls, vilket skedde i Paris.
Nixons ansträngningar att utöva påtryckningar på Nordvietnam betecknades slutligen som Madman Theory (en galnings teori). Bob Haldeman, en av USA:s chefsförhandlare förklarade president Nixon för psykiskt svag, och så fanatisk i hatet mot kommunismen att han inte skulle dra sig för att använda kärnvapen mot Nordvietnam.
Doktrinen tillämpades av Richard Nixon i Persiska viken med militärt stöd till Iran och Saudiarabien, eftersom dessa amerikanska allierade ansåg viktiga för att upprätthålla fred och stabilitet i regionen. Enligt Michael Klare, författare till Blod and oil, öppnade tillämpningen av Nixondoktrinen för stora amerikanska militära åtaganden till allierade i Persiska viken, vilket i sin tur lett till framväxten av Carterdoktrinen och senare USA:s direkta engagemang i Kuwaitkriget respektive Irakkriget.